# ذخیره‌گاه ویژه انالامازوترا
ذخیره‌گاه ویژه انالامازوترا (به لاتین: Analamazaotra National Park) یک منطقهٔ مسکونی در ماداگاسکار است که در ماداگاسکار واقع شده‌است.